# セネガル国営放送局
セネガル国営放送局（Radiodiffusion Télévision Sénégalaise）は、セネガル共和国の公共放送を運営する放送局である。略称はRTS。

## 歴史

セネガル国営放送の前身は、1950年に創設されたラジオ局、ラジオ・ダカール（Radio Dakar）。1951年には、ダカール・インテル（Dakar Inter）とダカール・アフリク（Dakar Afrique）の2チャンネルとなる。1959年のマリ連邦結成にともない、放送局はラジオ・マリ（Radio Mali）となり、1960年のセネガル共和国独立により、ラジオ・セネガル（Radio Senegal）となった。
1965年にテレビ放送を開始、1972年に中断される。1972年のミュンヘン・オリンピックの際に、セネガルに放送局の必要性がいわれ、1973年12月4日にセネガルテレビ放送局（Office de Radiodiffusion Télévision du Sénégal、略称：ORTS）が設立される。1992年に、国営企業から公共放送に改変し、組織名をセネガルテレビ放送局（Radiodiffusion Télévision Sénégalaise、略称：RTS）に改称した。

## 放送

### ラジオ

#### 全国放送
- Chaîne Nationale : 多言語による一般放送
- Dakar FM : フランス語による一般放送
- Radio Sénégal International : フランス語、ウォロフ語、フラニ語、アラビア語放送

#### 地方放送
- Djourbel FM:  1998年創設。約60％がウォロフ語、25％がセレール語で放送される。
- Fatick FM: 1999年創設 à 48％がセレール語、45％がウォロフ語で放送される。
- Kaolack FM: 1968年創設。多言語放送。
- Kolda FM:  2000年創設。50％がフラニ語、24％がマンディンカ語で放送される。
- Louga FM: 1999年創設。おもにウォロフ語とフラニ語の放送。
- Matam FM: 2004年創設。マタム州のほか、マリ共和国、モーリタニアの一部に向けられている。おもにフラニ語、ソニンケ語、ウォロフ語で放送される。
- Saint Louis FM1968年創設。
- Touba FM
- Thiès FM: 1999年創設。
- Ziguinchor FM: 1961年創設。ジガンショール州、コルダ州、カオラック州のほか、ガンビア、ギニアビサウに向けられている。おもにジョラ語とマンディンカ語の放送。

### テレビ
- RTS 1
- RTS 2